# Arautaña
Arautaña est une localité de la paroisse civile d'Alto Ventuari dans la municipalité de Manapiare dans l'État d'Amazonas au Venezuela sur un court affluent du río Ventuari et à peu de distance de leur confluent.